# Thlaspi somkheticum
Thlaspi somkheticum är en korsblommig växtart som först beskrevs av Eugen Iwanowitsch Bordzilowski, och fick sitt nu gällande namn av Eugen Iwanowitsch Bordzilowski. Thlaspi somkheticum ingår i släktet skärvfrön, och familjen korsblommiga växter. Inga underarter finns listade i Catalogue of Life.